# 細胞毒性
細胞毒性（英語：Cytotoxicity）是指細胞受到釋放出的有毒物質而引起的細胞毒性反應。这些有毒物质统称为“细胞毒素”（cytotoxin），它们可能参与免疫，也可存在毒液中。

## 細胞毒性藥物
化療藥物具有細胞毒性，一旦進入體內，能區分哪些是癌細胞和正常細胞，達到了殺癌細胞，保護正常細胞的目的。但也殺了和癌細胞很像的正常細胞，在我們身體裡，有些非癌症細胞和癌症細胞一樣，都是快速分裂的，例如頭髮上的毛囊細胞、骨髓細胞、製造白血球、紅血球、血小板的造血細胞。所以，當我們服用這些藥物後，正常的快速分裂細胞也會受到傷害，這就是為什麼癌症病人做治療以後會掉髮、白血球、血小板會下降的原因。

## 化妝品細胞毒性測試
過去的化妝品安全測試主要以動物為主，但這些動物試驗被批評不人道，目前世界趨勢，建立化妝品毒性測試來取代動物試驗。

## 尿蛋白抑制細胞生長
歷史記載，早期，就有人使用尿療法來治療疾病，一直到現在，都還是有人使用尿療法。目前尚未驗明是否有用，但在人類正常的尿液中，可能存有能抑制癌細胞生長的蛋白質，此蛋白質不會對正常細胞有任何影響，依其特性被命名為抑癌尿蛋白質（ANUP: antineoplastic urinary protein）。

## 免疫系统的细胞毒性
抗体依赖的细胞介导的细胞毒性作用（antibody-dependent cell-mediated cytotoxicity，ADCC）是指某些淋巴细胞对抗体标记的靶细胞的杀伤能力；另外还有补体依赖的细胞毒性作用（complement-dependent cytotoxicity，CDC）；以及既不依赖抗体，也不依赖补体的淋巴细胞细胞毒性作用（Lymphocyte-mediated cytotoxicity）。
三种具有细胞毒性的淋巴细胞为：
- 细胞毒性T细胞（CTL细胞）
- 自然杀伤细胞（NK细胞）
- 自然杀伤T细胞（NKT细胞）